# Цезар фон Гофакер
Цезар фон Гофакер (нім. Caesar von Hofacker; 2 березня 1896, Людвігсбург — 20 листопада 1944, Берлін) — німецький офіцер, оберстлейтенант резерву люфтваффе, доктор права.

## Біографія
Учасник Першої світової війни. В 1920 році демобілізований. В 1939 році призваний в люфтваффе.
Учасник Липневої змови. Гофакер був таємним зв'язковим між своїм двоюрідним братом Клаусом фон Штауффенбергом та іншим змовником в окупованому Парижі, генералом Карлом-Генріхом фон Штюльпнагелем. Гофакер оцінював шанси на успішний військовий переворот як «тільки 10%». Намагався також залучити до участі в змові генерал-фельдмаршала Ервіна Роммеля, користуючись тим, що той служив під керівництвом його батька в Першій світовій війні. Хоча Роммель підтримав змову, він не погодився з ідеєю вбивства фюрера.
Гофакер був заарештований 26 липня 1944 року в Парижі і доставлений в штаб-квартиру гестапо в Берліні, де, за даними Вільяма Ширера, викладеними у книзі «Зліт і падіння III рейху», піддався жахливим тортурам. Народної судовою палатою. визнаний винним у державній зраді, засуджений до страти і повішений у в'язниці Плетцензее.

## Сім'я
Одружився з Ільзою-Лоттою Пастор. В пари народились 5 дітей: Ебергард, Анна-Луїза, Кріста, Альфред і Лізелотта. 

## Нагороди
Отримав численні нагороди, серед них:
- Залізний хрест 2-го і 1-го класу
- Нагрудний знак військового пілота (Пруссія)
- Золота медаль «За військові заслуги» (Вюртемберг) (20 лютого 1917)
- Нагрудний знак пілота (Османська імперія)
- Пам'ятний знак пілота (Пруссія)
- Почесний хрест ветерана війни з мечами
- Нагрудний знак спостерігача
- Застібка до Залізного хреста 2-го класу